# Tratado 90
Comentarios a ciertos pasajes en los Treinta y nueve artículos es uno de los más famosos y el más controvertido de los Tratados para los tiempos (también traducidos como Tractos o Ensayos para los tiempos), de donde se deriva el término inglés Tractarian. Estos tratados fueron escritos por la primera generación del Movimiento de Oxford. El Tratado 90 fue elaborado por John Henry Newman, y publicado en 1841.
En el Tratado 90, Newman se enfrascó en un análisis detallado de los 39 Artículos, en el que proponía que las negaciones contenidas en estos artículos (texto doctrinal esencial para la Iglesia de Inglaterra) no estaban dirigidos contra el credo del catolicismo romano, sino contra errores populares y exageraciones. Los razonamientos de Newman tenían antecedentes en los escritos de Francis a Sancta Clara y William Palmer, aunque Newman decía no conocer el escrito de Palmer titulado In XXXIX Articulos.
La finalidad del Tratado 90, como también de otros de la misma serie, era establecer que la identidad eclesiológica fundamental de la Iglesia de Inglaterra era más bien católica que protestante.
El autor de este texto, John Henry Newman, figura relevante en el Movimiento Anglo-Católico de Oxford, posteriormente modificó su postura, al considerar como insostenible las afirmaciones del Movimiento de Oxford. Ulteriormente se convirtió al Catolicismo, y fue nombrado Cardenal.
El Tratado 90 está organizado del siguiente modo:
- Introducción
- 1. Sagrada Escritura y autoridad de la Iglesia
- 2. Justificación solo por la fe
- 3. Obras antes y después de la justificación
- 4. La Iglesia visible
- 5. Los concilios generales
- 6. El purgatorio, el perdón, las imágenes, las reliquias y la invocación a los santos
- 7. Los sacramentos
- 8. La transubstanciación
- 9. La Misa
- 10. El matrimonio de los clérigos
- 11. Las homilías
- 12. El Obispo de Roma
- Conclusión